# Victor Rivers
Victor Rivers auch Victor Rivas oder Victor Vivas Rivers (* 1. Oktober 1955 in Sancti Spíritus, Kuba) ist ein kubanisch-amerikanischer Schauspieler und Footballspieler, der von 1978 bis 1979 für die Miami Dolphins spielte.

## Leben
Victor Rivers Geschichte beginnt mit persönlichen traumatischen Erlebnissen in seiner Kindheit. Geboren wurde er in der Clínica de Los Angeles in Sancti Spiritus (Kuba). Seine Familie siedelte jedoch in die USA über, als er zwei Jahre alt war. Dort musste er selbst jahrelang Misshandlungen und häusliche Gewalt durch seinen Vater ertragen. Als er 15 Jahre alt war, setzte er sich zur Wehr und unternahm rechtliche Schritte gegen diesen, sodass er von da an in einer Reihe von Pflegefamilien aufwuchs. Er hat seine Lebensgeschichte in dem Buch Asunto De Familia niedergeschrieben.
Seit dem Jahr 1999 ist Rivers Sprecher des National Network to End Domestic Violence (Nationales Netzwerks gegen häusliche Gewalt). Heute gilt er, nachdem er selbst Kreislauf der Gewalt durchbrochen hat, als hingebungsvoller Ehemann und Vater. Er selbst sagt, dass dies seine beiden wichtigsten Rollen im Leben sind. Der Regisseur Taylor Hackford sagte über ihn: „A big man – in heart and soul.“ (Ein großer Mann – in Herz und Seele.)
Seit 1988 ist Rivers verheiratet, mit seiner Ehefrau hat er ein gemeinsames Kind.

### Footballkarriere
Der Unterstützung durch sein Umfeld ist es zu verdanken, dass sich sein Leben – beginnend mit einer Mitgliedschaft in einer Straßengang – drastisch veränderte. So besuchte er dank eines vierjährigen Football-Stipendiums die Florida State University. Dort wurde Rivers, betreut durch seinen Coach Bobby Bowden, zum Team-Kapitän der Florida State Seminoles, bevor er 1978 bis 1979 für die Miami Dolphins spielte. Während dieser Zeit schrieb der Miami Herald im Jahr 1978 über Victor Rivas (Victor Rivers) er sei The Longest Long Shot, weil er der erste kubanischstämmige Amerikaner war, der für zwei Spielzeiten bei den Dolphins unter Vertrag stand. Er hatte sich aufgrund seiner Qualität als Verteidiger in der Position des Offensive Guard durchgesetzt, die eigentlich körperlich größeren Footballspielern als ihm vorbehalten war. Nach Beendigung seiner Footballerkarriere ging er im Jahr 1979 nach Hollywood und besetzte Hauptrollen im Fernsehen, im Film und auf der Bühne.

### Schauspielkarriere
Victor Rivers spielte in mehr als zwei Dutzend Filmen mit, so verkörperte er „Magic Mike“ in dem Kult-Hit Blood in, Blood out oder „Joaquin Murrietta“ den Bruder des von Antonio Banderas gespielten „Alejandro Murrieta“ (Zorro) in „Die Maske des Zorro“. Rivers gab sein Spielfilmdebüt 1984 in Fear City aufgrund einer Empfehlung von Melanie Griffith, der Ehefrau von Banderas. Seitdem verkörpert der große, dunkelhaarige Rivers eine breite Palette von Rollen. So spielte er unter anderem gemeinsam mit Andy Garcia, Robert Redford, Jimmy Smits oder Michael Keaton in Actionfilmen, Dramen oder dem Kultfilm Twin Peaks von David Lynch.
Des Weiteren spielte er die Hauptrollen in Komödien wie Eine Million für Juan mit Paul Rodriguez oder neben Eddie Murphy in Ein ehrenwerter Gentleman. Rivers hatte einige Gastauftritte in beliebten Fernsehserien wie 24, CSI: Miami, JAG, Star Trek oder Miami Vice.

## Filmografie (Auswahl)
- 1984: Fear City – Manhattan 2 Uhr nachts (Fear City)
- 1986: 8 Millionen Wege zu sterben (8 Million Ways to Die)
- 1986: Club Sandwich
- 1989: I ragazzi del 42° plotone
- 1989: Showdown in L.A. (L.A. Takedown, TV)
- 1989: Hexenkessel Miami (Cat Chaser)
- 1990: Havanna (Havana)
- 1991: Selbstjustiz – Ein Cop zwischen Liebe und Gesetz (One Good Cop)
- 1991: Fires Within
- 1991: Black Magic Woman
- 1992: Twin Peaks – Der Film (Twin Peaks: Fire Walk with Me)
- 1992: Ein ehrenwerter Gentleman (The Distinguished Gentleman)
- 1993: Blood in, Blood out – Verschworen auf Leben und Tod (Blood in, Blood out oder Bound by Honor)
- 1994: Eine Million für Juan (A Million to Juan)
- 1995: Different Minds – Feindliche Brüder (Steal Big Steal Little)
- 1995: Nixon
- 1996: Fled – Flucht nach Plan (Fled)
- 1996: No Excape (The Chain)
- 1997: Amistad
- 1998: Two for Texas (TV)
- 1998: La Cucaracha – Spiel ohne Regeln (La Cucaracha)
- 1998: Die Maske des Zorro (The Mask of Zorro)
- 1999: Undercover – In Too Deep (In Too Deep)
- 2000: What’s Cooking?
- 2001: Bill’s Gun Shop
- 2001: Gedo
- 2003: Hulk
- 2005: The Lost City
- 2007: The Air I Breathe – Die Macht des Schicksals (The Air I Breathe)
- 2010: Satin
- 2013–2014: Reich und schön (The Bold and the Beautiful, Fernsehserie, 6 Episoden)
- 2014: Twin Peaks: Die fehlenden Teile (Twin Peaks: The Missing Pieces)
- 2019: Modern Family (Fernsehserie, 1 Episode)
- 2019: Tage wie diese (Let It Snow)
- 2021: The Devil′s Ring